# Rouhe
Rouhe – miejscowość i gmina we Francji, w regionie Burgundia-Franche-Comté, w departamencie Doubs.
Według danych na rok 1990 gminę zamieszkiwały 52 osoby, a gęstość zaludnienia wynosiła 12 osób/km² (wśród 1786 gmin Franche-Comté Rouhe plasuje się na 691. miejscu pod względem liczby ludności, natomiast pod względem powierzchni na miejscu 857.).